# پسران ناخلف (فیلم)
پسران ناخلف (انگلیسی: Prodigal Sons) یک مستند آمریکایی محصول سال ۲۰۰۸ به تهیه‌کنندگی و کارگردانی کیمبرلی رید است.

## پیش زمینه
پاول، دانش‌آموزی موفق می‌شود: قهرمان فوتبال دبیرستان، محبوب اجتماعی، برگزیده به‌عنوان «خوش‌قیافه‌ترین» و شاگرد ممتاز کلاس. اما از دوران مهدکودک، پاول همواره احساس می‌کرد که چیزی در مورد جنسیت مذکر که در بدو تولد به او نسبت داده شده، اشتباه است. او به تدریج کشف می‌کند که یک فرد تراجنسیتی است و نام خود را به کیمبرلی رید تغییر می‌دهد. سرانجام به زنی موفق و بااعتمادبه‌نفس در جامعه تبدیل می‌شود و همچنین متوجه می‌شود که همجنس‌گرا (لزبین) است.
برادر کوچک‌تر کیم، تاد، نیز در نهایت آشکار می‌کند که همجنس‌گرا است.
رید فیلم‌ساز می‌شود و تصمیم می‌گیرد مستندی دربارهٔ بازگشت خود به مونتانا برای دیدار همکلاسی‌های دبیرستانش بسازد. او تعاملاتش با خانواده، دوستان قدیمی و همکلاسی‌ها را ثبت می‌کند و تلاش دارد تا دیگران را با مفهوم تراجنسیتی بودن آشنا کند.
همچنین تلاش او برای آشتی با برادرخوانده‌اش، مارک، را مستند می‌کند، کسی که در پذیرش هویت زنانهٔ کیم مشکل دارد. کیم در این سفر به کشفیات متعددی می‌رسد، از جمله حقیقت تکان‌دهنده دربارهٔ مارک: او نوهٔ پنهانی اورسن ولز و ریتا هیورث است.
در این مستند، رقابت شدید خواهر و برادری و پیچش‌های غیرمنتظرهٔ داستان، خانوادهٔ کیم را با چالش‌های جدی روبه‌رو می‌کند. سلامت روانی مارک به‌تدریج رو به وخامت می‌گذارد تا جایی که او به‌طور داوطلبانه به یک مرکز درمانی سلامت روان منتقل می‌شود.
در همین حال، کیم می‌آموزد که همهٔ گذشته‌اش را بپذیرد، از جمله دوران کودکی و اوایل بزرگسالی‌اش، زمانی که به‌عنوان یک مرد زندگی می‌کرد.
این مستند بررسی می‌کند که چگونه بزرگ شدن به‌عنوان فردی تراجنسیتی بر رشد فردی در خانواده و جامعه تأثیر می‌گذارد. همچنین نشان می‌دهد که چگونه بیماری روانی می‌تواند روابط خانوادگی را به چالش بکشد و مانعی برای درک تغییرات امروزی در پویایی خانواده شود.
کیمبرلی رید و مادرش، کارول، در تاریخ ۱۱ فوریهٔ ۲۰۱۰ در برنامهٔ اپرا وینفری با عنوان «گذار تراجنسیتی» حضور یافتند تا دربارهٔ زندگی کیم و این مستند صحبت کنند.

## = سرنوشت مارک مک‌کررو
مارک مک‌کررو در واقع فرزند بیولوژیکی ربکا ولز (منینگ) بود که به‌طور پنهانی در ۳۱ مارس ۱۹۶۶، زمانی که ۲۱ ساله بود، پسری به دنیا آورد. اورسن ولز هرگز از وجود نوه‌اش باخبر نشد. ریتا هیورث، مادربزرگ مارک، ترتیب فرزندخواندگی او را داد و به ربکا اجازه نداد که فرزندش را ببیند یا در آغوش بگیرد.
مارک در ۲۱ سالگی دچار یک سانحهٔ رانندگی شد که به آسیب مغزی شدید انجامید و باعث مشکلات روانی جدی شد و نیازمند درمان پزشکی شدید برای کنترل پرخاشگری‌هایش بود.
ربکا ولز در ۱۷ اکتبر ۲۰۰۴، که سالروز تولد مادرش ریتا هیورث بود، در سن ۵۹ سالگی درگذشت.
مارک مک‌کررو از طریق دادگاه درخواست کرد که پروندهٔ فرزندخواندگی‌اش گشوده شود. از طریق این پرونده، او از تبار واقعی خود آگاه شد و اندکی پیش از مرگ ربکا ولز، با او تماس گرفت. به گفتهٔ کریس ولز فدر، خواهر بزرگ‌تر ربکا، به دلیل پیشرفت سریع سرطان ربکا، ملاقات میان او و مارک هرگز رخ نداد. مارک در مراسم خاکسپاری ربکا شرکت کرد.
مارک مک‌کررو در ۱۸ ژوئن ۲۰۱۰، در سن ۴۴ سالگی، تنها چهار ماه پس از حضور کیمبرلی رید در برنامهٔ اپرا، در خواب به‌طور ناگهانی درگذشت. مرگ او «... به‌دلیل عوارض ناشی از تشنج شبانه» مرتبط با سانحهٔ رانندگی بود.